# Regionální muzeum města Žďáru nad Sázavou
Regionální muzeum města Žďáru nad Sázavou sídlí v budově bývalé tvrze v centru města. Muzeum je otevřeno celoročně a zaměřuje se na výstavy převážně regionálního charakteru.

## Historie
Muzeum bylo založeno 18. června 1934. Úplný počátek muzea sahá až do roku 1884 a je spojen se jménem Jan Theodorich Doležal, který 8. ledna 1884 podal městské radě návrh na zřízení muzea. Chyběly ovšem prostředky a návrh upadl v zapomnění na celých padesát let. Roku 1934 se konala vzpomínková „lesnická výstavka“ Jana Doležala a byl objeven jeho návrh, kterého se ujal Okresní osvětový sbor ve Městě Žďáře na Moravě a 18. června 1934 se konala první schůze přípravného výboru budoucího muzejního spolku. Je to také datum považované za datum založení muzea. Tento spolek byl úředně zaregistrován až 31. ledna 1935 a spravoval muzeum až do roku 1940, kdy se představenstvo muzea rozhodlo přejít pod pravomoc města. Muzeum se stalo veřejným. Od roku 1937 byly sbírky muzea uloženy v budově žďárské tvrze, která v květnu 1945 vyhořela a muzeum tak o své sbírky přišlo.
Muzeum pokračovalo dál. Roku 1954 byly sbírky přemístěny do budovy Konventu v areálu žďárského kláštera Studnice Blahoslavené Panny Marie. V letech 1954–1960 mělo muzeum dvě pobočky: Horácké muzeum v Novém Městě na Moravě a Městské muzeum v Přibyslavi. Později došlo k integraci dalších muzeí. K osamostatnění jednotlivých muzeí došlo v letech 1990–1992. Okresní muzeum Žďár nad Sázavou bylo 30. listopadu 1992 zrušeno a vzniklo Regionální muzeum města Žďáru nad Sázavou, které se stalo součástí Osvětového domu města Žďáru nad Sázavou. K zahájení činnosti došlo 9. července 1993. V červnu tohoto roku se přesunuly sbírky z Konventu zpět na Tvrz. Po zrušení Osvětového domu bylo muzeum organizačně podřízeno Domu kultury, potom se stalo organizační složkou města Žďáru nad Sázavou.

### Název instituce
V průběhu vývoje muzejní instituce se několikrát změnil její název. V době svého vzniku 1935 to bylo Museum soudního okresu žďárského. Důležitým mezníkem byl rok 1940, kdy muzeum přešlo pod pravomoc města a bylo přejmenováno na Muzeum města Žďáru. Další přejmenování nastalo roku 1950 v souvislosti s přejmenováním města Žďáru na Žďár nad Sázavou. Vznikl název Městské muzeum ve Žďáru nad Sázavou. Další mezník je rok 1954, kdy tehdejší Okresní národní výbor (ONV) schválil název Okresní muzeum Žďáru nad Sázavou. Toto muzeum bylo zrušeno roku 1992 a vzniklo tak Regionální muzeum města Žďáru nad Sázavou.

## Sbírky
Svou sbírku má muzeum uloženou v osmi fondech. Fond A (sklo, keramika), Fond B (železo, kovy), Fond C (militarie, cín, numismatika, užitkové a ozdobné předměty), Fond D (dřevo, textil, etnografie), Fond E (umění), Fond G (přírodniny), Fond N (negativy, diapozitivy) a Staré tisky.

## Činnost
Od roku 2013 jsou návštěvníkům zpřístupněny dvě muzejní budovy. Na žďárské tvrzi se tradičně pořádají výstavy převážně s regionální tematikou. V budově Moučkova domu se nachází trvalá expozice, věnovaná dějinám města a regionu. Muzejní činnost je vědecká, výzkumná, konzultační a publikační. Muzeum pořádá komentované prohlídky města a zajišťuje vedení kroniky města Žďáru nad Sázavou. Zpřístupněna je také knihovna a archiv regionálního muzea. Knihy jsou zapůjčovány k prostudování v badatelně.

## Galerie

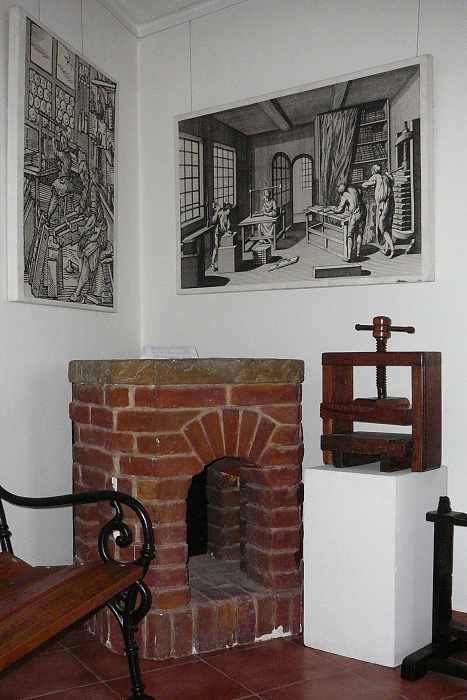
Připomínka zrušeného Muzea knihy v trvalé expozici Regionálního muzea města Žďáru nad Sázavou v Moučkově domě